# Gaalkacyo
Gaalkacyo este un oraș din Somalia. Partea de nord a orașului este controlată de autoritățile autoproclamatului stat Puntland.

## Personalități născute aici
- Waris Dirie (n. 1965), fotomodel, scriitoare.